# Heilig-Geist-Spital (Mindelheim)

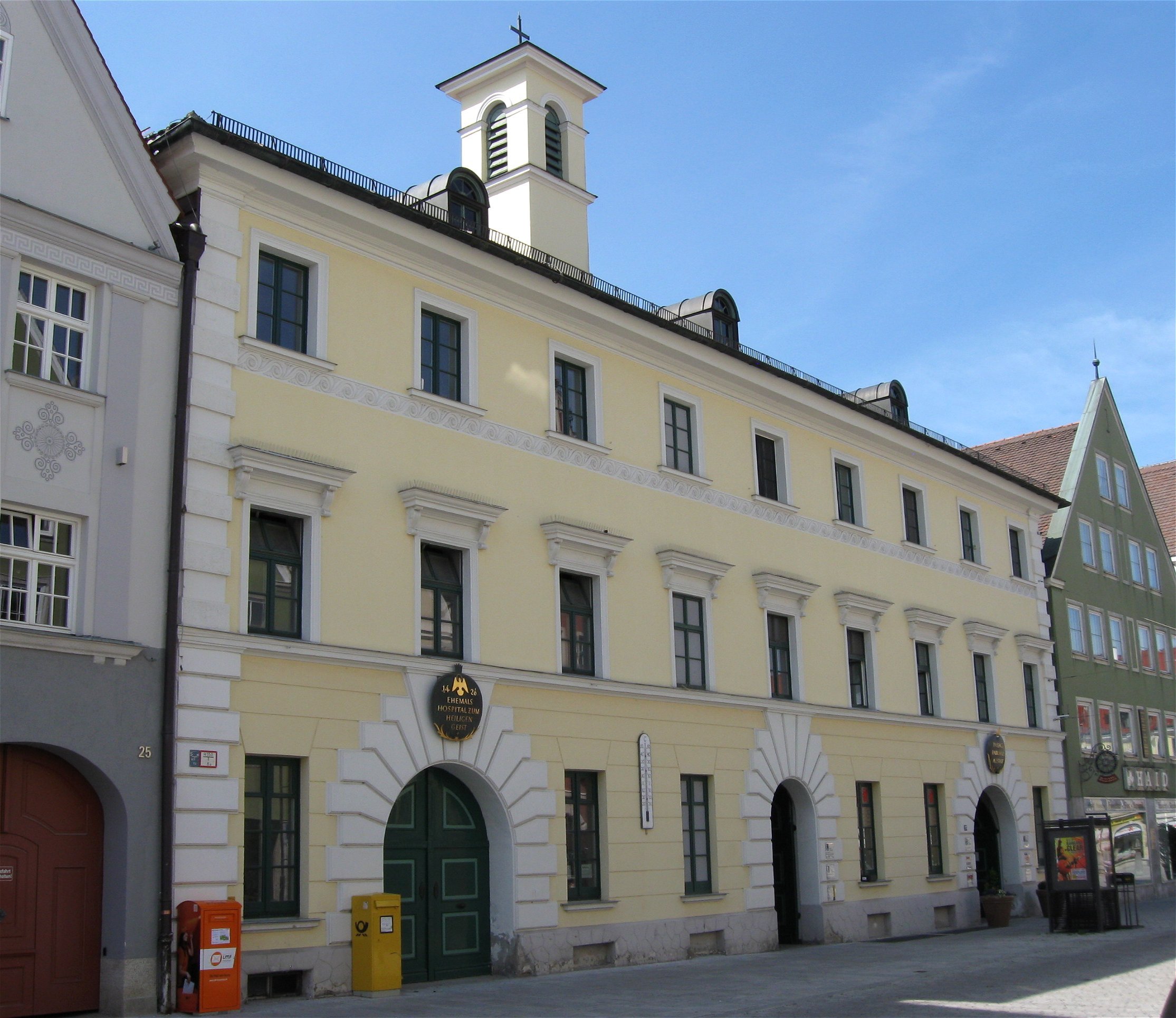
Heilig-Geist-Spital in Mindelheim

Das Heilig-Geist-Spital in Mindelheim, der Kreisstadt  des oberschwäbischen Landkreises Unterallgäu in Bayern, wurde um 1678 errichtet. Es ist ein unter Denkmalschutz stehendes ehemaliges Spital.
Das Heilig-Geist-Spital wurde im Jahr 1426 von den Brüdern Ulrich und Ludwig von Teck gestiftet.
Der dreigeschossige Walmdachbau mit Dachreiter besitzt neun Fensterachsen an der Straßenseite. Drei rundbogige Portale mit Bossenwerk bilden den Zugang. An der rückwärtigen Seite befinden sich zwei Flügelbauten. Im Hauptbau ist die Kapelle mit Ausstattung des 19. Jahrhunderts erhalten. In den Jahren 1829 bis 1832 erfolgte eine Umgestaltung der Fassade durch Johann Michael Voit.